# Gilsdorf
Gilsdorf (franska) (luxemburgiska: Gilsdref lyssna (fil), tyska: Gilsdorf) är en ort i kantonen Diekirch i östra Luxemburg. Den ligger i kommunen Bettendorf vid floden Sauer, cirka 28,5 kilometer norr om staden Luxemburg. Orten har 1 089 invånare (2022).